# Andaineur

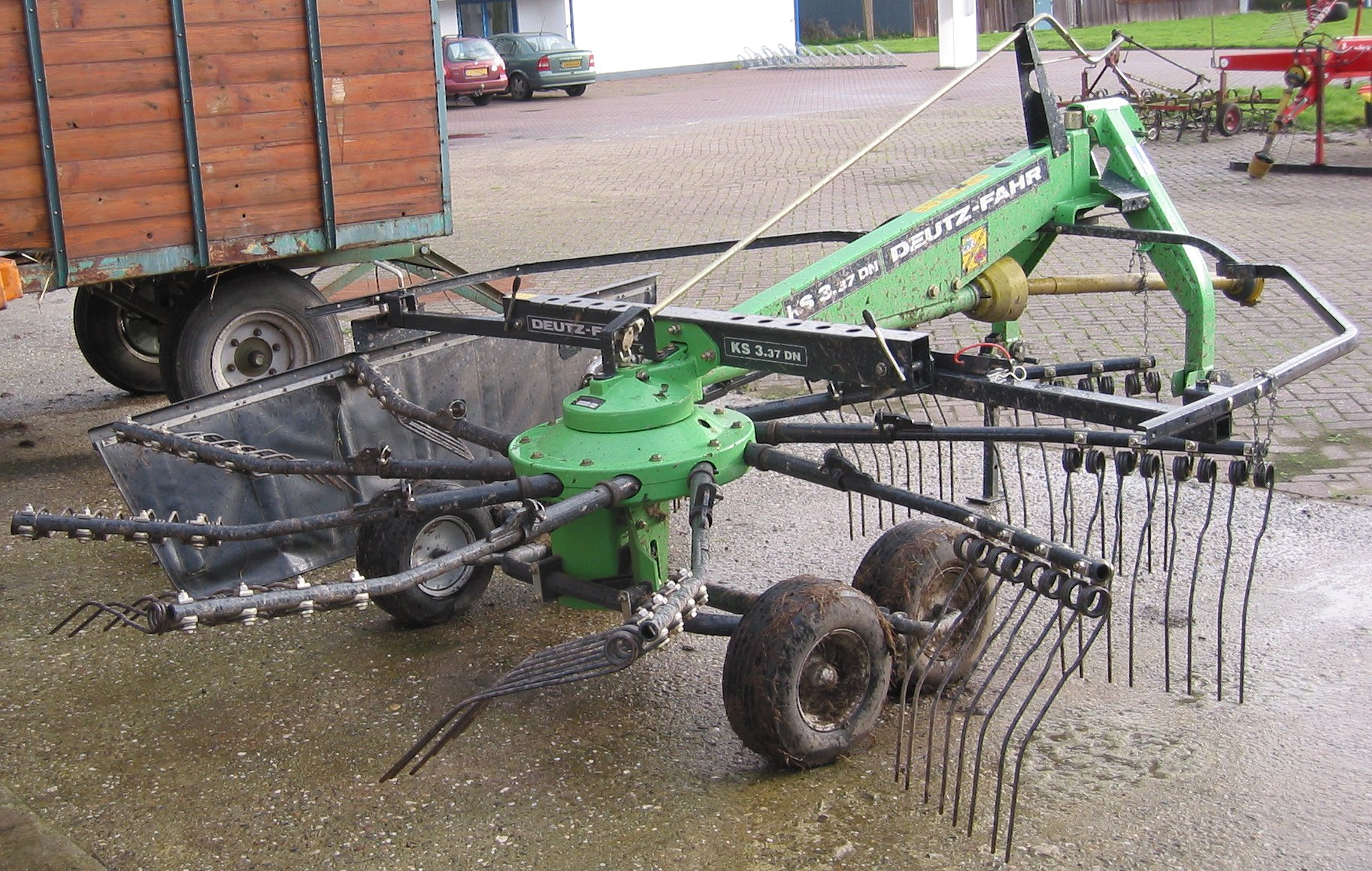
Un andaineur moderne à rotor

Un andaineur, râteau-andaineur, autrefois une andaineuse ou une râteleuse, est une machine agricole qui sert à mettre en andain (à andainer) le foin, l'herbe à ensilage, les fanes, ou des débris végétaux comme la paille ou les sarments. L'utilisation de cette machine remonte à l'époque des débuts de la mécanisation agricole (années 1870) pendant la seconde révolution industrielle. L'andaineur était alors tracté par les animaux de trait (chevaux ou bœufs). Aujourd'hui il est généralement entraîné par un tracteur agricole. La mise en andains s'appelle l'andainage.
Un andainage est combiné à la fauche des fourrages lorsqu'on utilise les machines dites faucheuses-andaineuses et faucheuses-conditionneuses-andaineuses.
Il existe des andaineuses spécialisées pour la récolte des fruits à terre (noix, tomates, courges) et des arracheuses-andaineuses notamment pour la récolte des bulbes et de l'arachide.

## Types de machines et historique
Les râteaux-andaineurs rassemblent le fourrage ou la paille en ligne continue ou andain. Les andains peuvent ensuite être ramassés par une presse à fourrage, une ensileuse, etc.

### Andaineurs à décharge intermittente
Avant les machines rotatives entraînées par prise de force, l'andainage était effectué avec un râteau-andaineur à décharge intermittente (appelé aussi rateleuse ou rateau à foin), ratissant le foin, et relevé à intervalle régulier pour le regrouper avant ramassage. L'andain était alors formé perpendiculairement à la direction d'avancement de la machine. Il fallait déclencher la décharge exactement au bon endroit pour obtenir un andain continu. Les machines suivantes ne présentent pas cette difficulté. Ces premiers andaineurs ont été mis au point dans les années 1850 et connurent un siècle de grand succès.

### Andaineurs à peignes
Les faneuses-andaineuses à peignes (ou rateaux-faneurs-andaineurs à mouvement transversal) montés sur un grand rotor à axe horizontal et décharge latérale ont servi comme faneuse depuis les années 1900 et étaient populaires dans les années 1940-1950 comme machines polyvalentes permettant fanage et andainage. Elles étaient généralement tirées par un cheval. Certaines étaient poussées par un motoculteur (motoandaineur ou motofaneur).
Des faneuses-andaineuses à peignes, carénées (aérofaneurs), ont été utilisées dans les années 1960 comme machines tractées et depuis comme machines automotrices de grande largeur. 
Des andaineurs comportant des petits peignes montés sur une bande convoyeuse ont aussi été construits. 

### Andaineurs à disques «soleils»

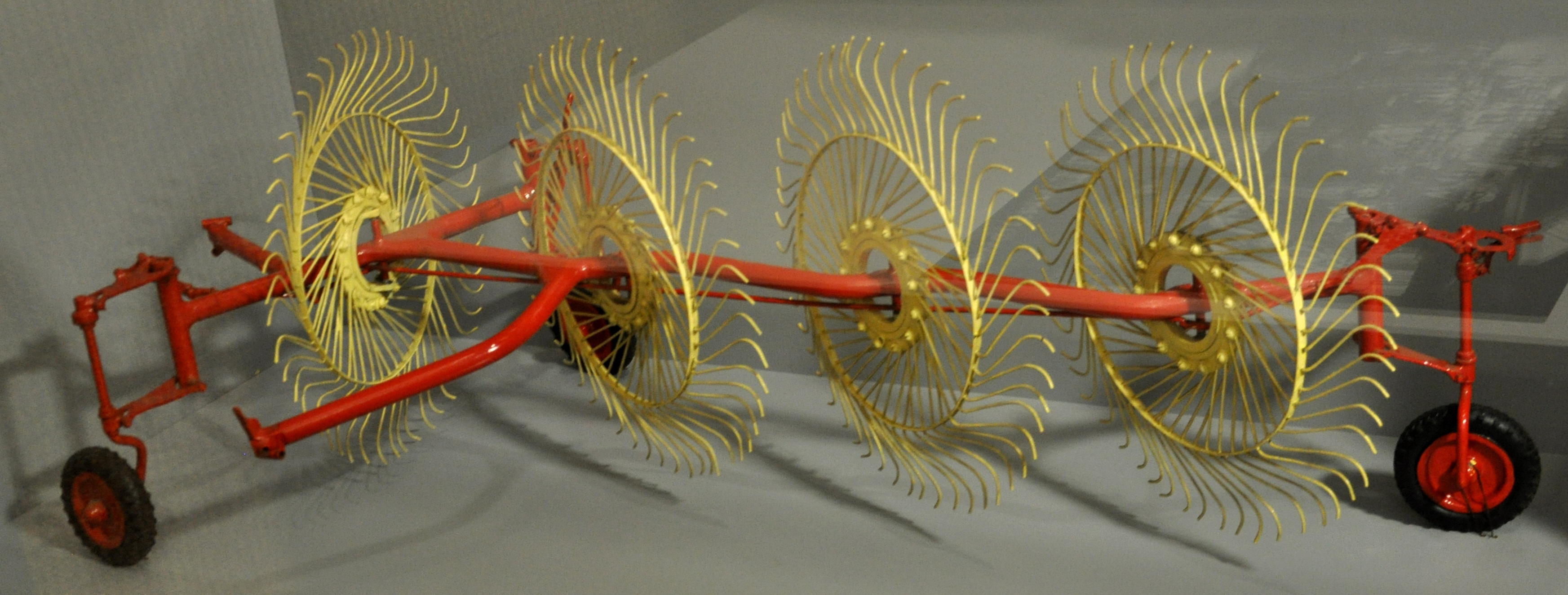
Maquette d'andaineurs à roues « soleil ».

Puis, toujours sans prise de force, des roues-rateaux (dites communément soleil en français mais starwheel en anglais) apparus dans les années 1950 ratissaient le foin, uniquement mises en rotation par le frottement sur le pré ; la traction animale reste possible. Ces machines supplantent les autres types dans les années 1950-1960.
Dans les années 2010, l'andaineur de type soleil réapparait. Il dépose l'andain dans la direction d'avancement, il se caractérise par de grands disques dentés qui glissent sur le sol, soit de façon « entonnoir » afin de ramener le fourrage des extérieurs vers l’intérieur, soit seulement latéralement. Ce type d'andaineur ne dispose pas de prise de force, il est seulement tracté. Il offre une plus grande polyvalence que les autres types d'andaineurs, car il dispose de dents très souples et d'une flasque centrale permettant de régler l'angle de travail. L'andaineur de type soleil est très efficace pour andainer de la paille enfouie dans les chaumes, mais aussi pour des matières lourdes et volumineuses comme la canne de maïs, le chanvre ou encore le miscanthus. Auparavant, les petites machines à 4 ou 5 soleils étaient aussi parfois utilisées pour le fanage, toutefois moins énergique qu'avec les systèmes à fourchons, ce qui peut être encore apprécié pour des foins fragiles comme la luzerne.
Il en existe une version moderne à entraînement hydraulique et disposition en entonnoir.

### Andaineurs à rotor(s)
Les machines modernes sont des andaineurs à rotor (il peut y en avoir plusieurs) constitués de petits râteaux qui tournent autour d'un axe vertical, mus par la prise de force d'un tracteur. Elles avaient été précédées par des machines à deux rotors plus petits mais capables de faner (faneuses-andaineuses « toupies »).

### Andaineurs à pickup et bande convoyeuse
Il existe aussi des andaineurs de grande taille à pickup et tapis déportant le fourrage à droite ou à gauche, permettant un traitement assez doux du fourrage.

### Galerie d'outils

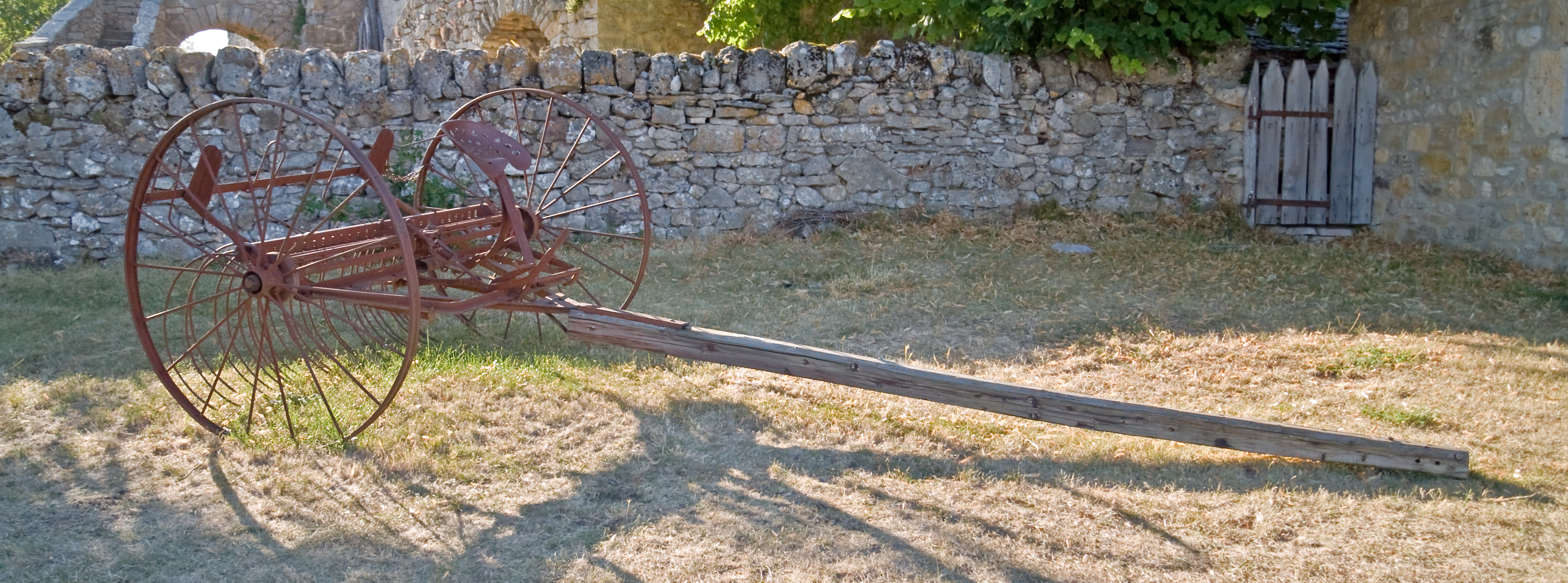
Ce râteau-andaineur à décharge intermittente était tiré par une paire de bœufs placés de part et d’autre du timon.
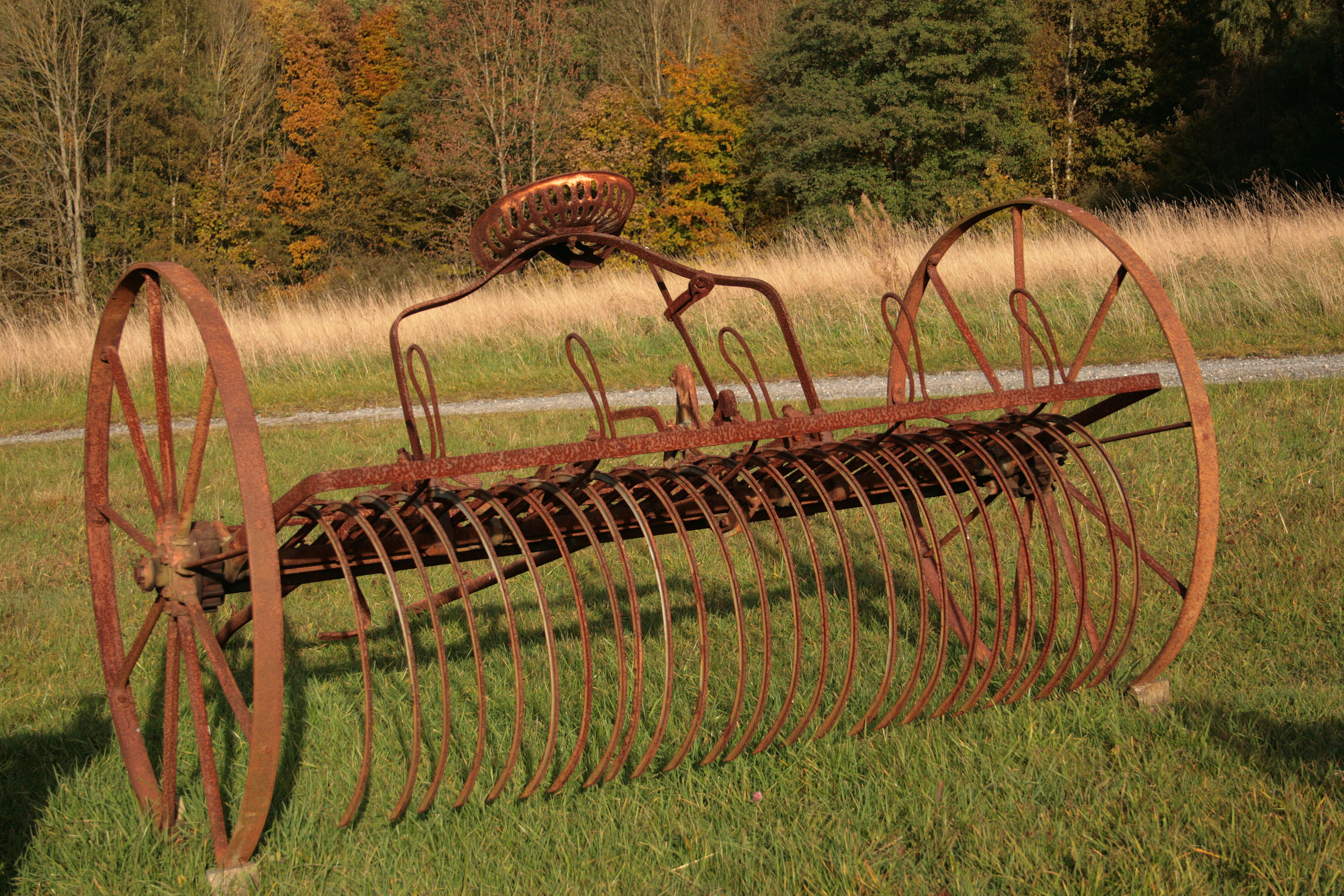
Autre ancienne andaineuse à décharge intermittente
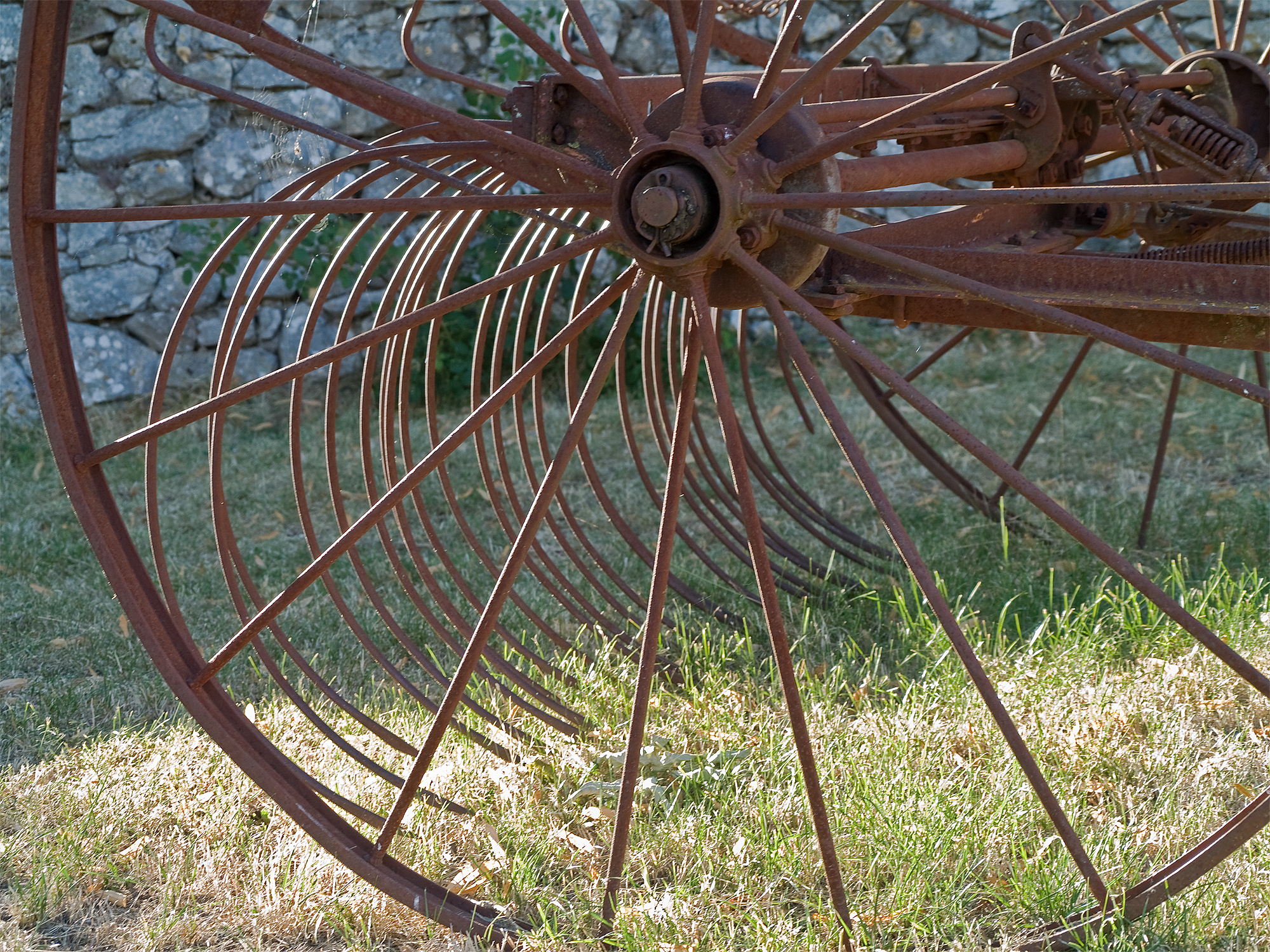
Détail d'une ancienne andaineuse, vue du mécanisme permettant de relever les fourchons pour libérer le fourrage
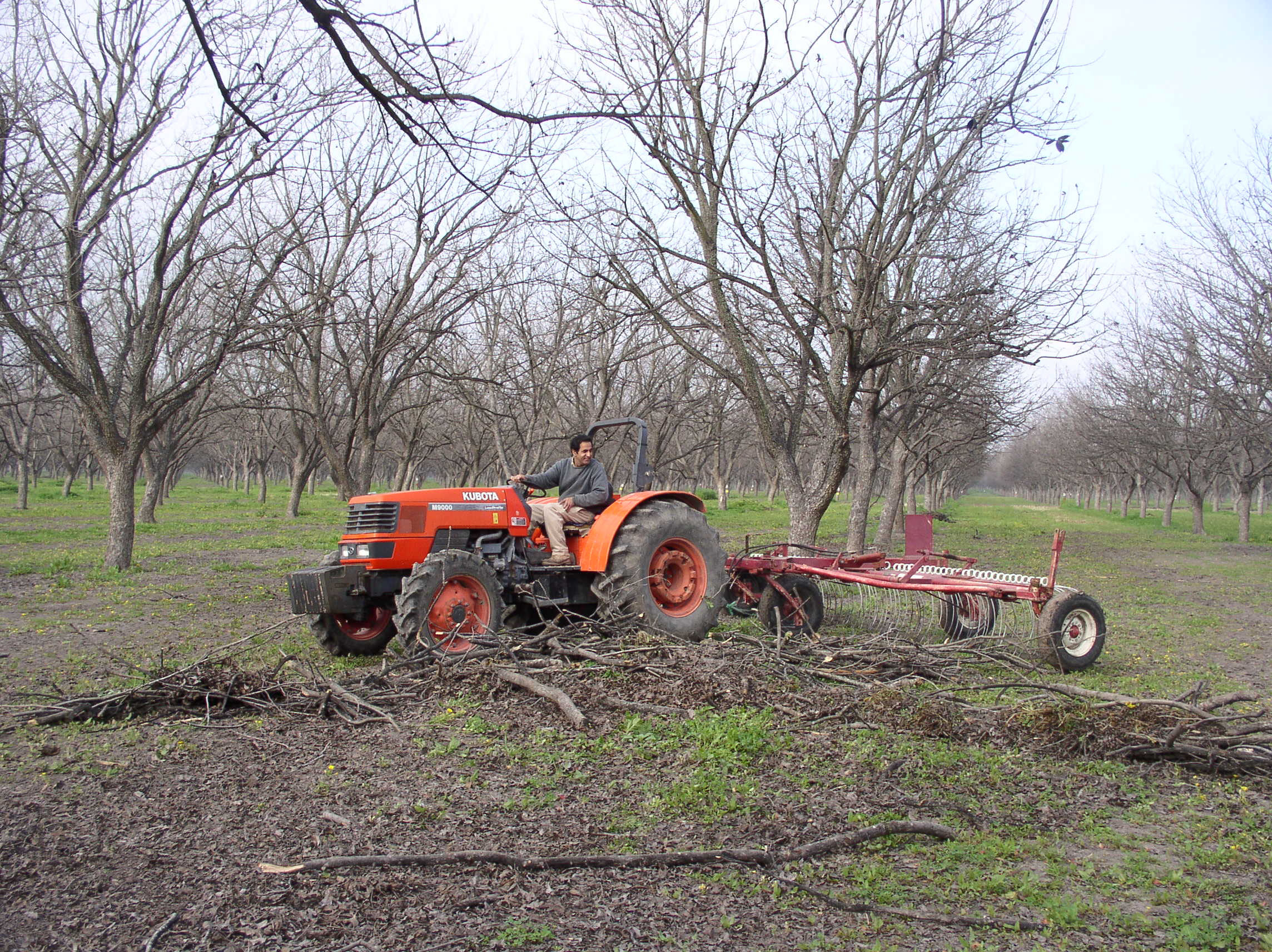
Andaineur à décharge intermittente moderne au travail sur des branches de noyer de pécan. Texas, 2010
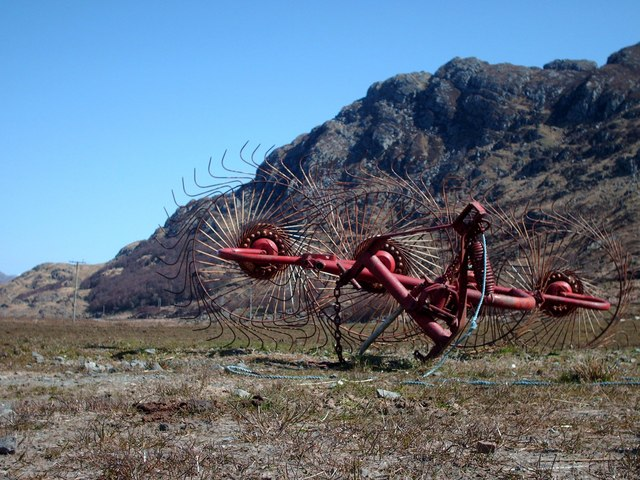
Faneuse-andaineuse à quatre roues soleil, Highlands, Écosse, 2008
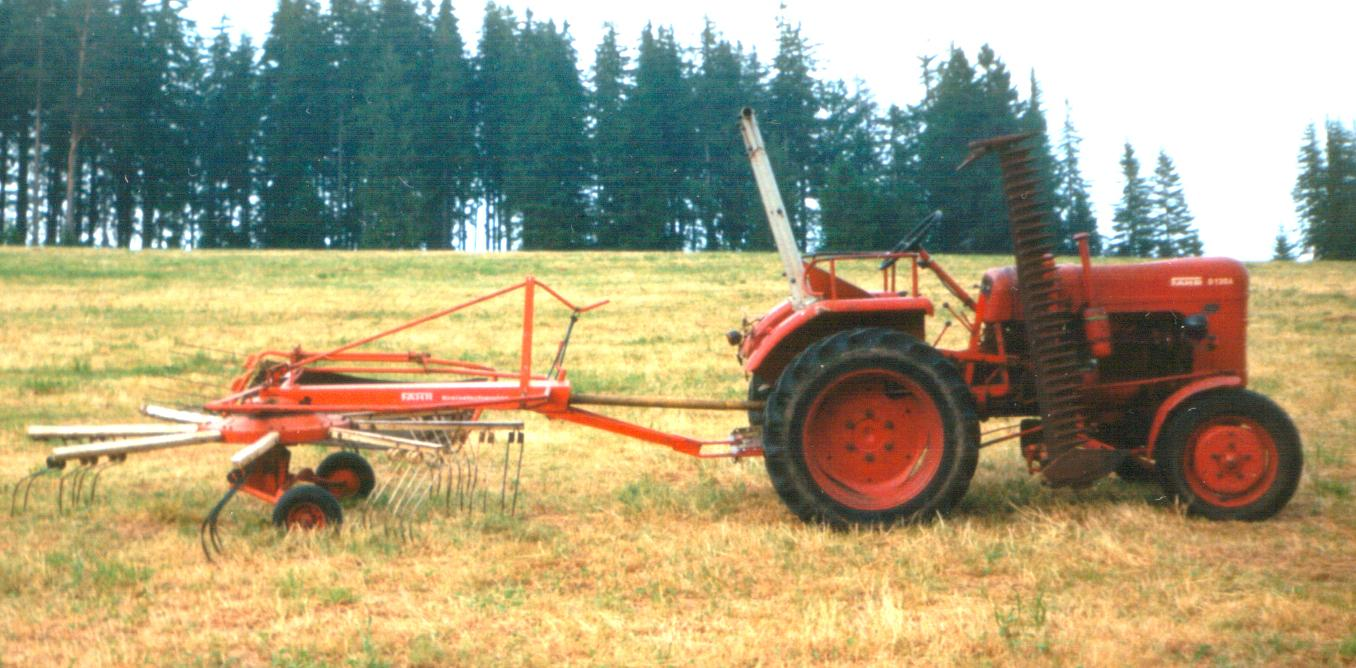
Andaineur à rotor entraîné par un tracteur
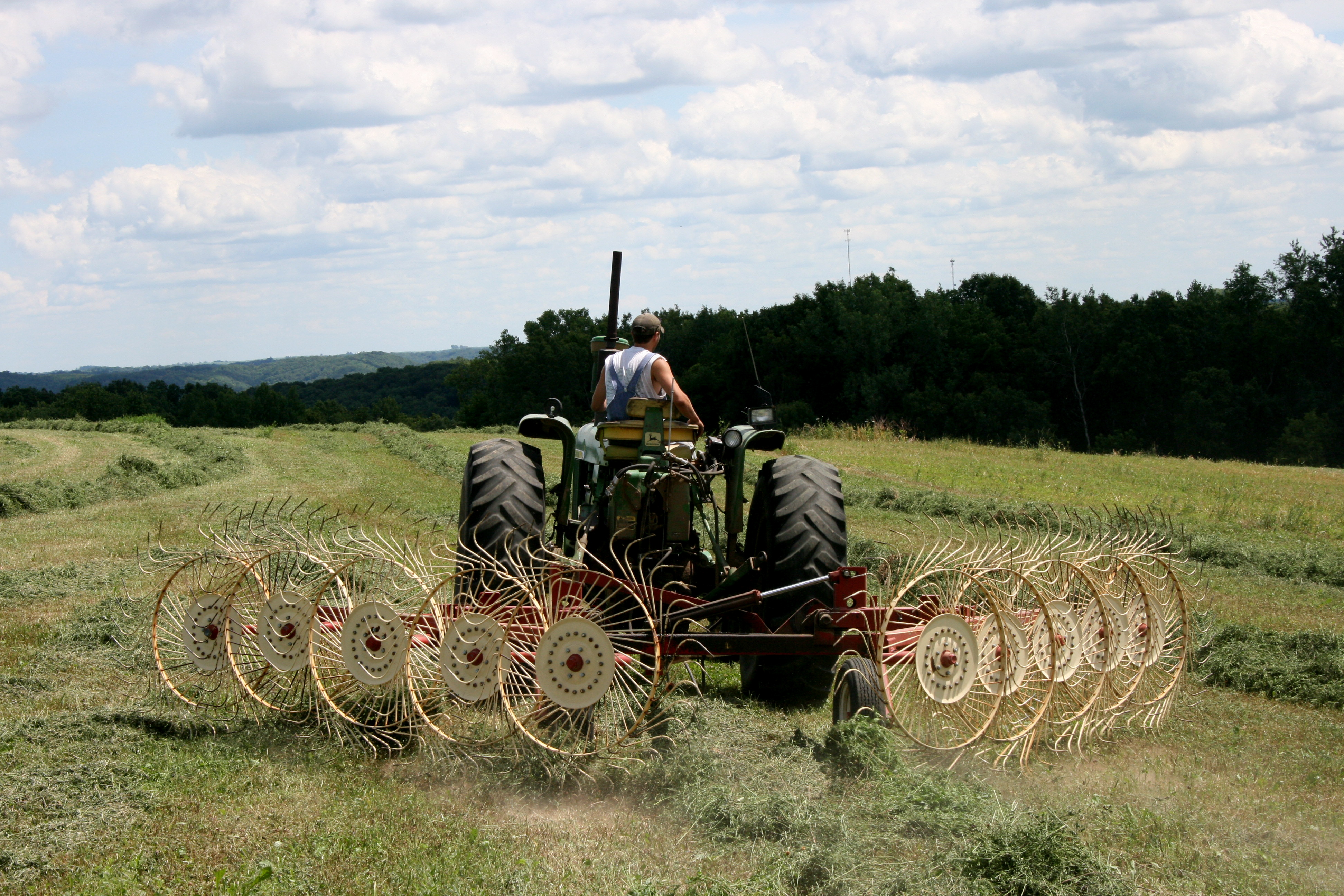
Andaineur à roues-soleil disposées en entonnoir, Wisconsin, 2009
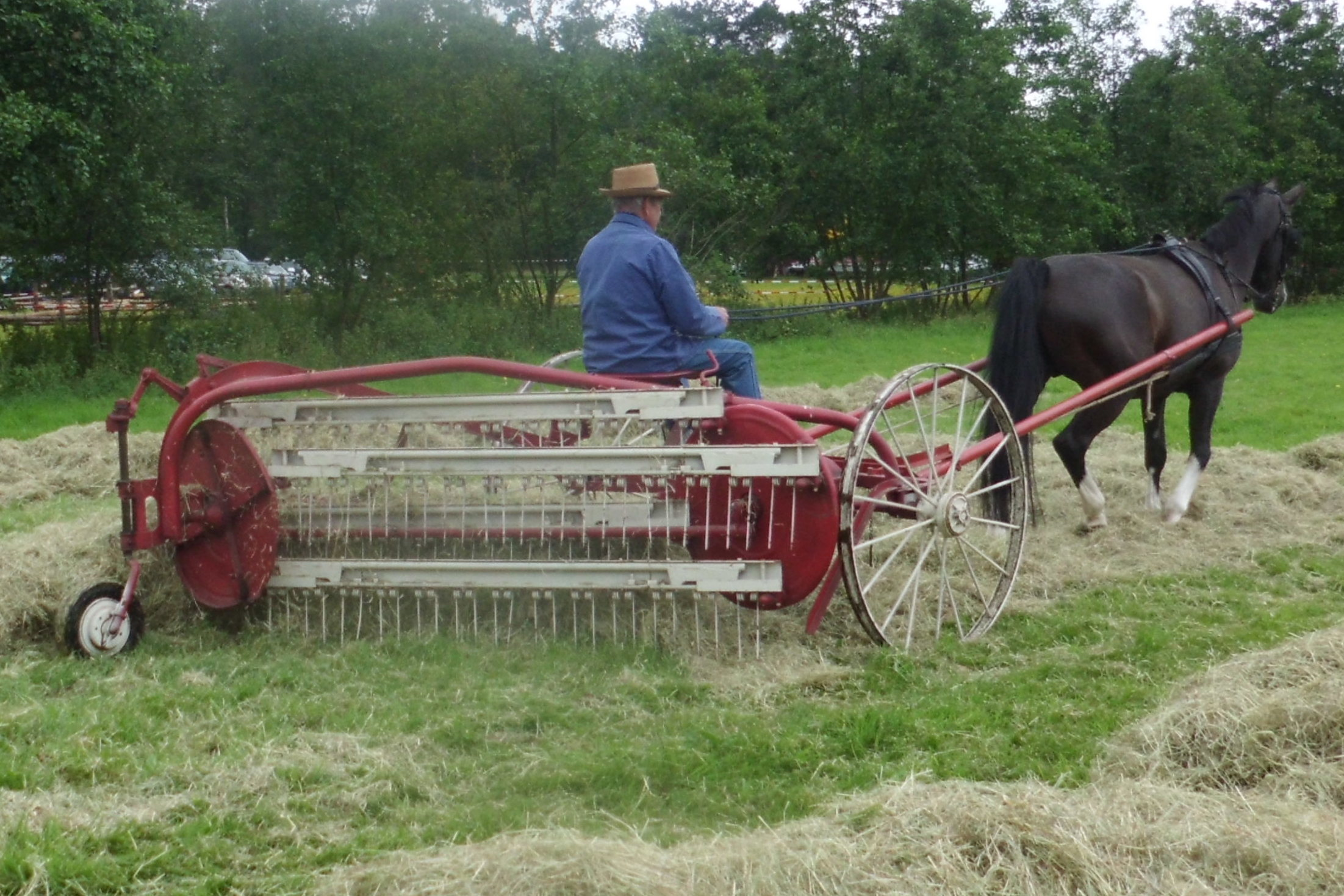
Andaineur à peignes, à décharge latérale, mécanisme entraîné par une des grandes roues porteuses
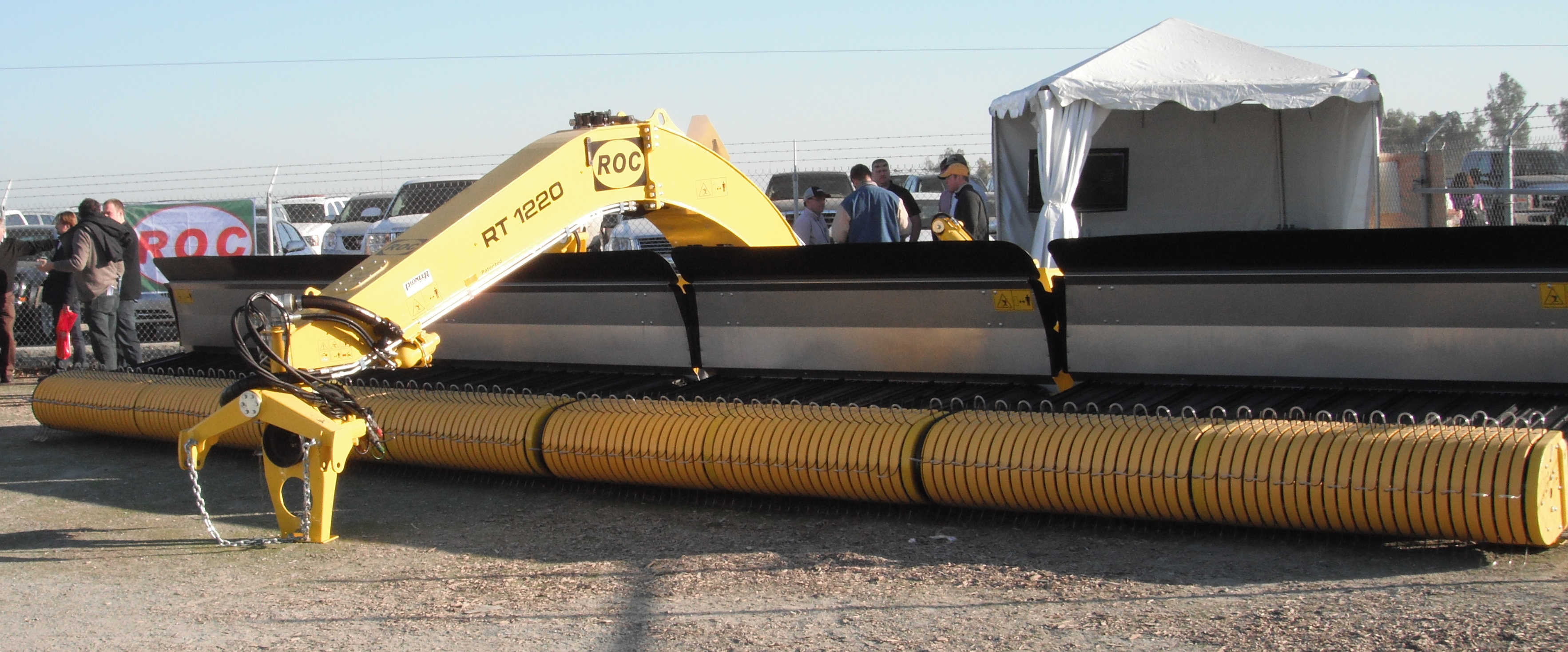
Andaineur à pickup et tapis convoyeur de grande largeur, 2011
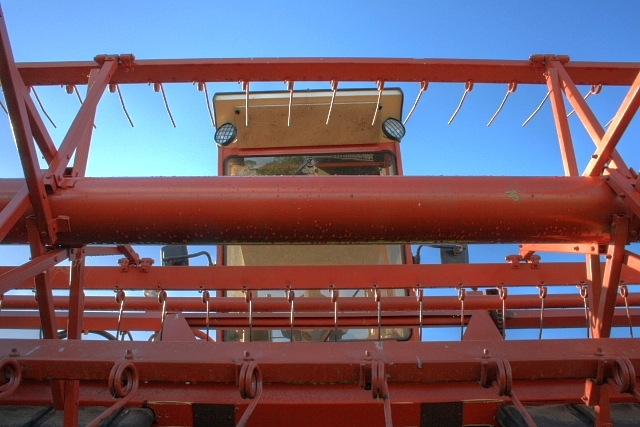
Vue rapprochée du rotor d'un andaineur à peignes automoteur, 2008
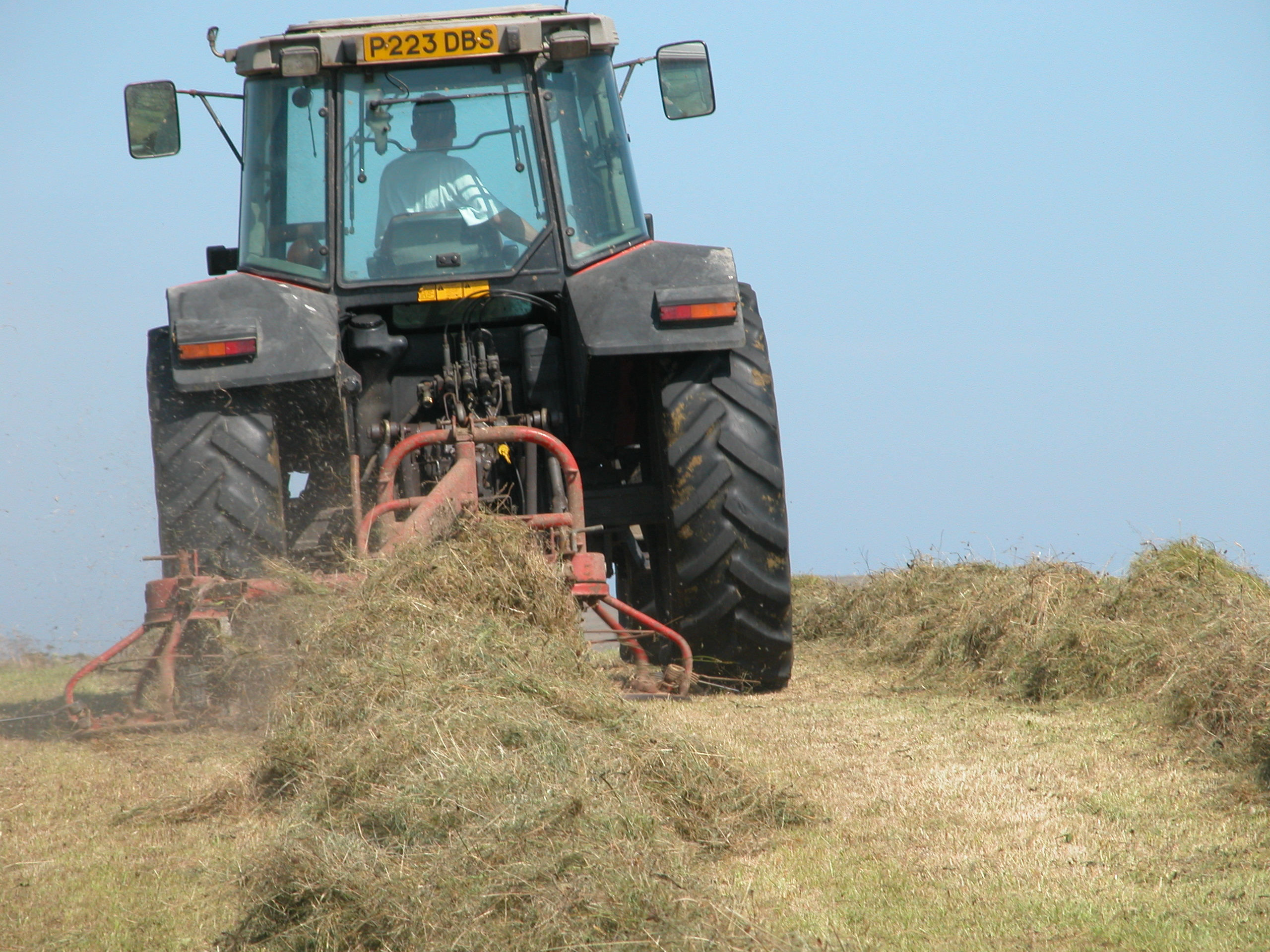
Retournement d'andain (complément de séchage) avec une faneuse-andaineuse type « toupies », îles Orcades, 2003
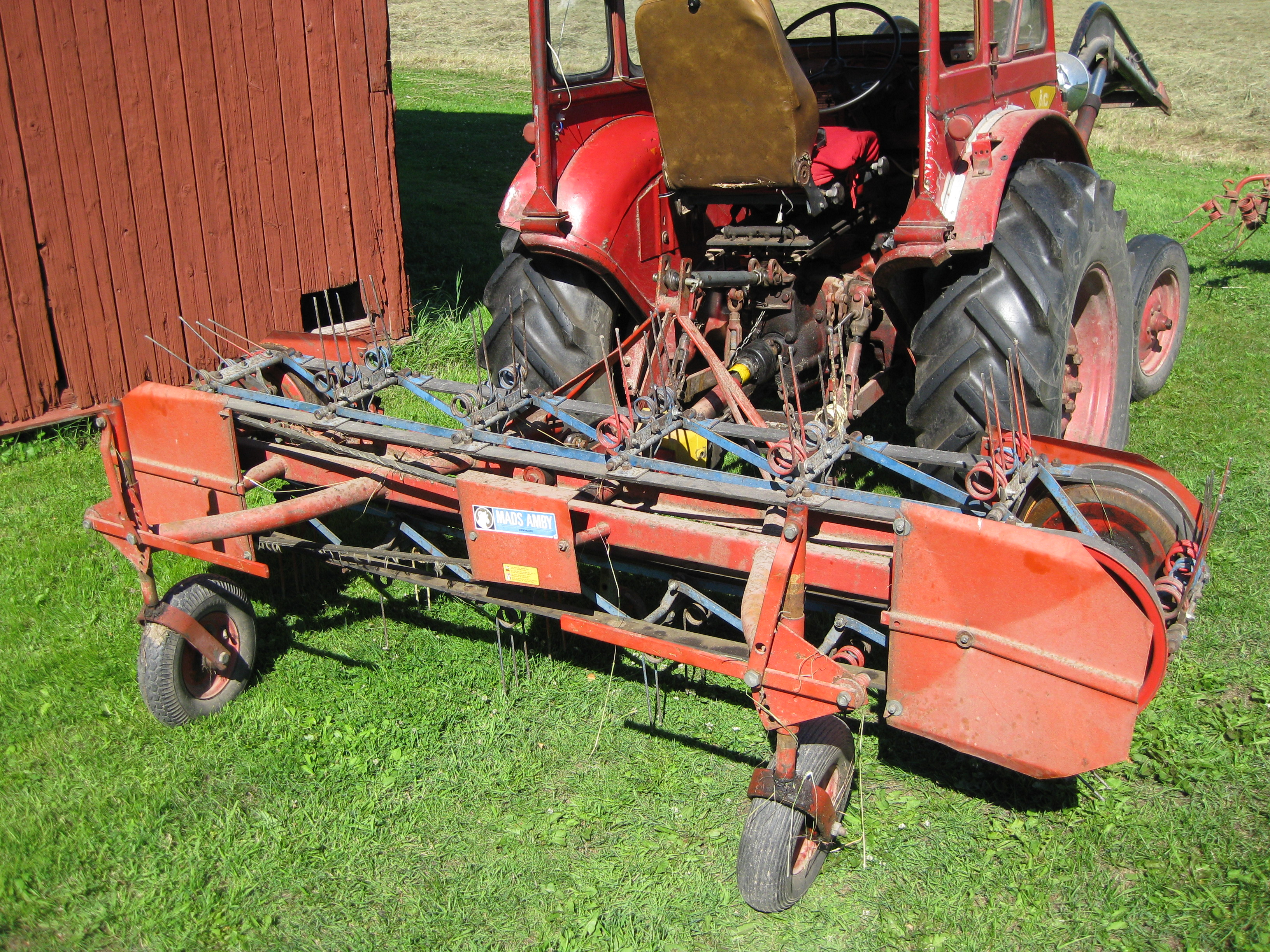
Andaineur à bande convoyeuse

## Faucheuses-andaineuses

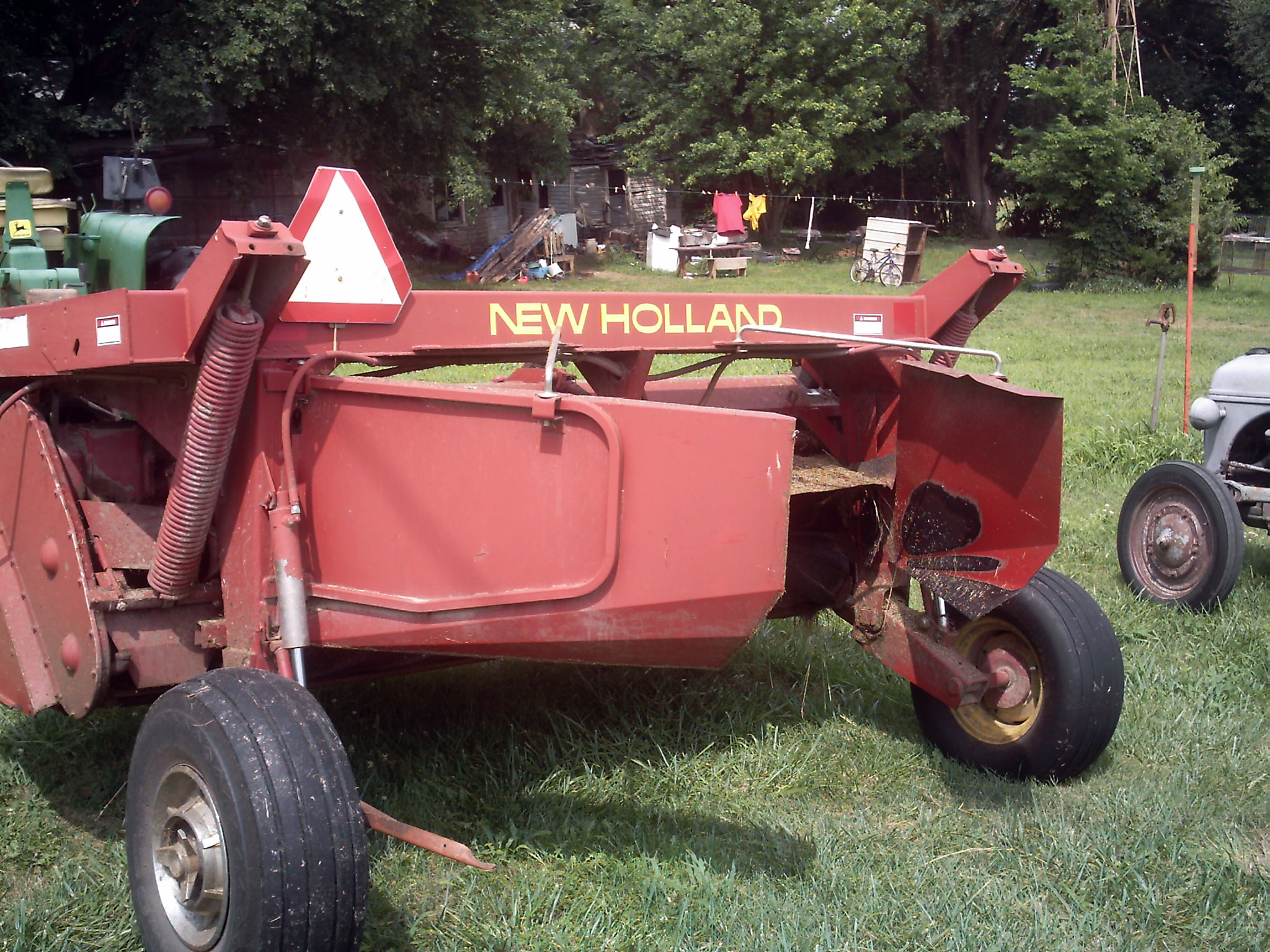
Faucheuse-conditionneuse-andaineuse, vue sur le carénage d'andainage, 2003

Les faucheuses-conditionneuses modernes laissent généralement un andain rétréci par rapport à la largeur de coupe et déporté pour faciliter le regroupement d'andain. cet effet est réalisé en plaçant un carénage ou un tapis convoyeur derrière le rotor du conditionneur (faucheuse-conditionneuse-andaineuse).

## Andaineuses pour récoltes diverses
Il existe des andaineuses au sol destinées à la récolte des fruits peu fragiles (noix,courges à graines…), notamment des andaineuses à brosse et des arracheuses-andaineuses (oignons, arachide, haricot…). Dans ce dernier cas, la récolte est soulevée puis les rangs rassemblés par un andaineur à bande permettant une manipulation douce et la séparation de la terre.